# Понтеккьо-Полезіне
Понтеккьо-Полезіне (італ. Pontecchio Polesine, вен. Pontecio Połesine) — муніципалітет в Італії, у регіоні Венето, провінція Ровіго.
Понтеккьо-Полезіне розташоване на відстані близько 360 км на північ від Рима, 65 км на південний захід від Венеції, 7 км на південний схід від Ровіго.
Населення — 2209 осіб (2014).
Щорічний фестиваль відбувається 30 листопада. Покровитель — Андрій Первозваний.

## Демографія
Населення за роками:

Станом на 1 січня 2023 року в муніципалітеті офіційно проживали 63 іноземці з 16 країн, серед них 12 громадян країн Євросоюзу та 4 громадяни України.

## Сусідні муніципалітети
- Бозаро
- Креспіно
- Гуарда-Венета
- Ровіго